# Peter Weir
Peter Lindsay Weir (* 21. srpna 1944 Sydney, Austrálie) je australský  filmový režisér. Během čtyřiceti let režíroval filmy napříč různými žánry. Na počátku své kariéry byl vůdčí osobností australské filmové nové vlny (1970-1990). Debutoval snímkem Homesdale (1971), pokračoval mysteriózním dramatem Piknik na Hanging Rock (1975), nadpřirozeným thrillerem Poslední vlna (1977) a historickým dramatem Gallipoli (1981). Obrovský úspěch zaznamenal jeho snímek Rok nebezpečného života (1982). Poté režíroval americké i mezinárodní filmy, mnohé z nich se staly kasovními trháky a byly nominovány na Oscara, jako thriller Svědek (1985), drama Společnost mrtvých básníků  (1989), romantická komedie Zelená karta (1990), společenské sci-fi komediální drama Truman Show (1998) a výpravné historické drama Master & Commander: Odvrácená strana světa (2003). Jeho posledním filmem před odchodem do důchodu byl snímek Útěk ze Sibiře (2010). 
Weir získal šest nominací na Oscara. V jeho filmech účinkovali přední herci, jako Mel Gibson, Harrison Ford, Robin Williams nebo Jim Carrey. V roce 2022 mu byla udělena čestná cena Americké filmové akademie za celoživotní dílo a v roce 2024 obdržel čestné ocenění Zlatý lev za celoživotní dílo na filmovém festivalu v Benátkách.

## Život a dílo
Peter Weir se narodil v roce 1944 v Sydney do rodiny realitního makléře. Navštěvoval The Scots College a Vaucluse Boys High School a poté studoval umění a právo na University of Sydney. Jeho zájem o film podnítilo setkání se spolužáky, včetně Phillipa Noyce a budoucích členů sydneyského filmařského kolektivu Ubu Films.
Opustil studium práv a v roce 1965 se vydal na cestu lodí do Evropy. Během dlouhé cesty se seznámil se svou budoucí ženou a produkční Wendy Stites. Většinu doby v zahraničí strávil v Londýně, kde pracoval v různých příležitostných zaměstnáních. Rok strávený v zahraničí mu poskytl nový pohled na to, co znamená být Australanem, což je otázka, která se stala základem všech jeho prvních celovečerních filmů.
Po návratu pracoval v australské televizi, kde na sebe upozornil několika krátkými dokumenty a krátkometrážním filmem The Life and Flight of the Rev. Buck Shotte (Život a doba reverenda Bucka Shotta,1968) a v roce 1971 černou komedií Homesdale.
V roce 1974  přijal nabídku pracovat v Hollywoodu a natočil svůj první celovečerní film, vědeckofantastickou satiru Auta, která snědla Paříž, v níž se obyvatelé malého městečka stanou oběťmi svých automobilů. O rok později zaznamenal velký úspěch s paradokumentárním horrorem Piknik na Hanging Rock, adaptací románu Joan Lindsay o záhadném zmizení dívek na školním výletě.  Dalším filmem byl nadpřirozený thriller o muži, který začne prožívat děsivé vize blížící se přírodní katastrofy s názvem Poslední vlna (1977). Následovalo válečné drama Gallipoli (1981), které se stalo hitem v Austrálii i ve světě a díky němuž se Mel Gibson stal filmovou hvězdou. 
Vrcholem Weirovy rané kariéry byl snímek Rok nebezpečného života (1982) s rozpočtem 6 milionů dolarů, v němž si hlavní roli zahrál opět Mel Gibson po boku hollywoodské herečky Sigourney Weaver v příběhu o novinářské loajalitě, idealismu, lásce a ambicích ve vřavě politického převratu v Indonésii v roce 1965. Jednalo se o adaptaci románu Christophera Kocha, který byl částečně založen na zážitcích Kochova bratra Philipa, novináře a zpravodaje ABC v Jakartě a jednoho z mála západních novinářů ve městě během tehdejšího pokusu o převrat. Film také vynesl herečce Lindě Hunt, která ve filmu hrála muže, Oscara za nejlepší ženský herecký výkon ve vedlejší roli.

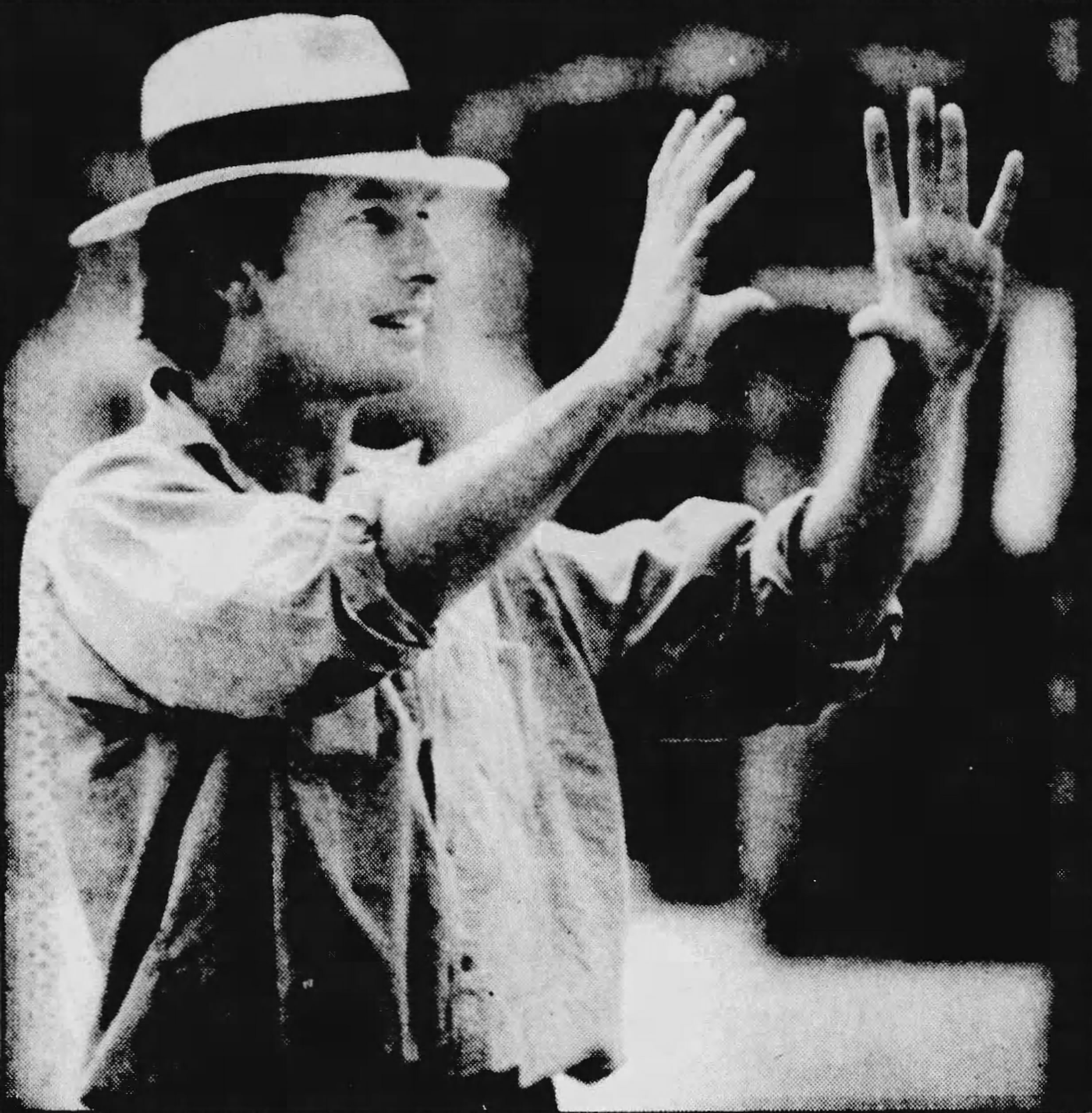
Peter Weir při natáčení filmu Svědek v roce 1984

Prvním americkým filmem byl úspěšný thriller Svědek (1985), jeden ze dvou filmů, které natočil s Harrisonem Fordem. Pojednával o chlapci, který se stane svědkem vraždy tajného policisty, kterou spáchají jeho zkorumpovaní spolupracovníci, a musí se skrývat ve své amišské komunitě. Ford byl za roli ve filmu nominován na Oscara za nejlepší mužský herecký výkon. Snímek Weirovi vynesl první nominaci na Oscara za nejlepší režii a byl prvním z řady filmů, které byly nominovány na Oscara za nejlepší film. Snímek získal dva Oscary za nejlepší střih a nejlepší původní scénář. Následoval temnější a méně komerční snímek Pobřeží moskytů (1986), adaptace románu Paula Therouxe. Ford zde hrál muže, který posedle usiluje o svůj sen začít nový život se svou rodinou ve středoamerické džungli. Obě dramatické role mu poskytly důležitou příležitost vymanit se z typizace jeho kariérních rolí v sériích Hvězdné války a Indiana Jones. V obou filmech se projevila jeho schopnost hrát subtilnější a podstatnější postavy.
Drama ze školního prostředí Společnost mrtvých básníků (1989) zaznamenalo velký mezinárodní úspěch a Weir se opět zasloužil o rozšíření hereckého rejstříku své hollywoodské hvězdy. Robin Williams byl známý především díky své anarchistické stand-up komedii a populární televizní roli moudrého mimozemšťana v seriálu Mork & Mindy. V tomto filmu si zahrál inspirativního učitele v dramatickém příběhu o konformitě a rebelii na exkluzivní novoanglické přípravce v padesátých letech 20. století. Snímek byl nominován na čtyři Oscary, včetně ceny za nejlepší film a režii pro Weira. Získal cenu za nejlepší původní scénář a odstartoval hereckou kariéru mladých herců Ethana Hawkea a Roberta Seana Leonarda. Film se stal kasovním trhákem a pro mainstreamové publikum je jedním z nejznámějších Weirových filmů. Snímek se stal se svými bezmála čtvrtmiliardovými tržbami pátým nejvýdělečnějším filmem roku 1989 v amerických kinech.
Weirova první romantická komedie Zelená karta (1990) byla dalším castingovým riskem. Režisér si do hlavní role vybral ikonu francouzského filmu Gérarda Depardieu po boku americké herečky Andie MacDowell. Byla to Depardieuova první anglicky mluvená role. Film byl kasovním trhákem, ale u kritiky byl považována za méně úspěšný, ačkoli Depardieuovi pomohl k mezinárodní slávě. Weirovi přinesl nominaci na Oscara za původní scénář.
Ve filmu Beze strachu (1993) se vrátil k temnějším tématům a roli muže, který věří, že se stal neporazitelným poté, co přežil katastrofální leteckou havárii, si zahrál Jeff Bridges. Přestože byl snímek kritiky dobře hodnocen, zejména výkony Bridgese a Rosie Pérez, která získala nominaci na Oscara za nejlepší herečku ve vedlejší roli, byl komerčně méně úspěšný než předchozí dva Weirovy filmy. Byl uveden na 44. ročníku Mezinárodního filmového festivalu v Berlíně.
Po pěti letech režíroval Weir svůj dosud největší snímek Truman Show (1998), fantasy-satiru o ovládání života médii s Jimem Carreym v hlavní roli. Film zaznamenal  úspěch u diváků i u kritiků, získal pozitivní recenze a řadu ocenění, včetně tří nominací na Oscara. Kromě toho získal v roce 1999 cenu Hugo za nejlepší dramatickou prezentaci.
V roce 2003 se Weir vrátil k dobovým dramatům v seriálu Master & Commander: Odvrácená strana světa. V hlavní roli se objevil Russell Crowe. Film je adaptací různých epizod dobrodružného seriálu Patricka O'Briana odehrávajícího se během napoleonských válek. Byl dobře přijat kritikou, ale navzdory další nominaci na nejlepší film a získání Oscarů za kameru a za střih zvukových efektů měl u mainstreamového publika jen mírný úspěch.
V roce 2010 režisér představil historický epos Útěk ze Sibiře o uprchlících ze sovětského gulagu. Snímek byl sice kritikou obecně dobře přijat, byl nominován na Oscara za nejlepší maskérské zpracování, ale nebyl komerčně úspěšný. Weir svůj film osobně uvedl v roce 2011 v Praze na Febiofestu a převzal zde ocenění Kristián za přínos světové kinematografii.

## Filmografie
- Homesdale (1971)
- Auta, která snědla Paříž (The Cars That Ate Paris, 1974)
- Piknik na Hanging Rock (1975)
- Poslední vlna (The Last Wave, 1977)
- The Plumber (1979), TV film
- Gallipoli (1981)
- Rok nebezpečného života (The Year of Living Dangerously, 1982)
- Svědek (Witness, 1985)
- Pobřeží moskytů (The Mosquito Coast, 1986)
- Společnost mrtvých básníků (Dead Poets Society, 1989)
- Zelená karta (Green Card, 1990)
- Beze strachu (Fearless, 1993)
- Truman Show (1998)
- Master & Commander: Odvrácená strana světa (Master and Commander: The Far Side of the World, 2003)
- Útěk ze Sibiře (The Way Back, 2010)